# Trigonoptera annulicornis
Trigonoptera annulicornis är en skalbaggsart som beskrevs av J. Linsley Gressitt 1984. Trigonoptera annulicornis ingår i släktet Trigonoptera och familjen långhorningar. Inga underarter finns listade i Catalogue of Life.